# Rio Ibicuí da Armada
Rio Ibicuí da Armada är ett vattendrag i Brasilien.   Det ligger i delstaten Rio Grande do Sul, i den södra delen av landet, 1 800 km söder om huvudstaden Brasília.
Trakten runt Rio Ibicuí da Armada består i huvudsak av gräsmarker. Trakten runt Rio Ibicuí da Armada är nära nog obefolkad, med mindre än två invånare per kvadratkilometer.